# 믈라다 프론타 드네스

믈라다 프론타 드네스(체코어: Mladá fronta DNES)는 체코의 대표적인 신문의 하나이다. 신문의 이름은 '청년 전선 오늘'이라는 의미이다. 1945년에 Mladá fronta라는 이름으로 젊은이들을 위해 만들어진 일간지이다. 벨벳 혁명 이후에 평판이 좋아지고 있으며 MF Dnes라는 이름으로 인용되기도 한다. 2004년 기준으로 매일 31만부 정도를 발행하고 있으며 이 수치는 가장 널리 읽히고 영향력 있는 신문 중의 하나라는 것을 보여준다.

## 같이 보기
- 미디어 소유 구조의 집중화